# NGC 5946
NGC 5946 је збијено звездано јато у сазвежђу Угломер које се налази на NGC листи објеката дубоког неба.
Деклинација објекта је - 50° 39' 32" а ректасцензија 15h 35m 28,5s. Привидна величина (магнитуда) објекта NGC 5946 износи 8,4. NGC 5946 је још познат и под ознакама IC 4550, GCL 36, ESO 224-SC7.